# 王鸣
王鸣（1960年—），广西合浦人，汉族，中华人民共和国政治人物、第十二届全国人民代表大会浙江地区代表。
毕业于温州医学院医学专业，加入中国民主促进会。担任杭州市第一人民医院肾内科主任。2008年起担任全国人大代表。2013年，被选为全国人大代表。